# Blistrup
Blistrup er en mindre by i Nordsjælland med 1.161 indbyggere  (2024)., beliggende i Region Hovedstaden. Byen var tidligere hovedby i Blistrup Kommune, og var fra 1970 en del af Græsted-Gilleleje Kommune. Siden 2007 har byen tilhørt Gribskov Kommune.
Byen består af en mindre kerne af ældre huse fra 1800-tallet domineret af møllen, omgivet af parcelhuse fra 1970'erne og frem. I byen ligger Blistrup Kirke.
Byen har en enkelt virksomhed med udspring i det tidligere Blistrup Mejeri, Persano som laver halvfabrikata til kosmetikindustrien. Udover kirken findes der i byen et Netto supermarked (siden 2012) og et Spar supermarked (Blistrup Brugsforening) med benzintank, en børnehave, ældreboliger og en skole.
Hele Blistrup Sogn havde 4.303 indbyggere i 2009.